# Ecot-la-Combe
Ecot-la-Combe är en kommun i departementet Haute-Marne i regionen Grand Est (tidigare regionen Champagne-Ardenne) i nordöstra Frankrike. Kommunen ligger i kantonen Andelot-Blancheville som tillhör arrondissementet Chaumont. År 2022 hade Ecot-la-Combe 39 invånare.

## Befolkningsutveckling
Antalet invånare i kommunen Ecot-la-Combe
| Referens: INSEE |